# Drag Race Thailand
Drag Race Thailand es un programa de televisión tailandés basado en RuPaul's Drag Race.
El programa obtuvo la licencia de Kantana Group y se estrenó el 15 de ferebro de 2018. Es presentado por el estilista Art-Arya, mientras que la artista drag Pangina Heals es copresentadora. Heals es la drag queen más famosa de su país, apodada la "RuPaul de Tailandia", y fue la ganadora de la primera competencia de drag de TV de Tailandia, T-Battle.

## Temporadas
| Temporada | Fecha de estreno      | Fecha final             | Ganadora        | Subcampeonas               | Miss Congeniality | Premios de las ganadoras |
| --------- | --------------------- | ----------------------- | --------------- | -------------------------- | ----------------- | --- |
| 1         | 15 de febrero de 2018 | 5 de abril de 2018      | Natalia Pliacam | Année Maywong Dearis Doll  | B Ella            | - 500.000 baht - Joyas de la corona fabricadas por Fierce Drag Jewels |
| 2         | 11 de enero de 2019   | 5 de abril de 2019      | Angele Anang    | Kana Warrior Kandy Zyanide | Maya B'Haro       | - 500.000 baht - Joyas de la corona fabricadas por Fierce Drag Jewels por valor de 250.000 baht - Un vale de regalo de Wind Clinic por valor de 100.000 baht - Un vale de regalo de Air Asia por valor de 50.000 baht |
| 3         | 16 de octubre de 2024 | 18 de diciembre de 2024 | Frankie Wonga   | Zepee                      | Benze Diva        | - 650.000 baht - Corona y cetro de Amped Accessories - Un año entero de productos cosméticos de Anastasia Beverly Hills                                                                                               |

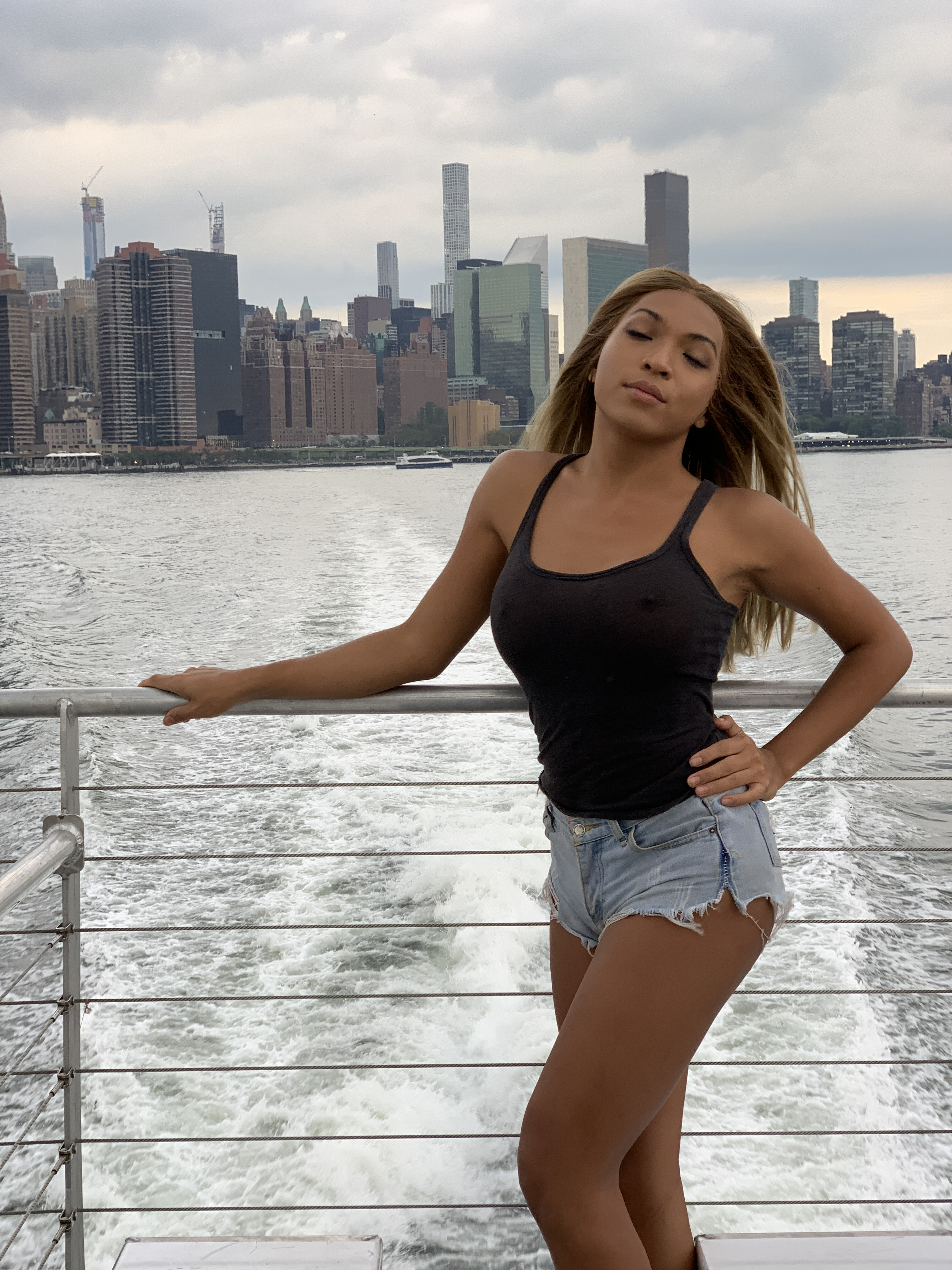
La ganadora de la temporada 2 Angele Anang

### Temporada 1
La primera temporada de Drag Race Thailand se estrenó el 15 de febrero de 2018 en LINE TV. El programa fue adaptado de la versión estadounidense RuPaul's Drag Race, con referencias e inclusión de la música de RuPaul a lo largo del programa. La ganadora de la primera temporada fue Natalia Pliacam, con B Ella ganando Miss Congeniality.

### Temporada 2
Un anuncio de casting para la segunda temporada se anunció el 4 de marzo de 2018. Un comercial de casting se mostró el 13 de septiembre de 2018, y declaró que se les permitía postularse a cualquier género, así como a ciudadanos no tailandeses. El programa se estrenó el 11 de enero de 2019. La ganadora de la segunda temporada fue Angele Anang, con Maya B'Haro ganando Miss Congeniality.

### Temporada 3
La tercera temporada se anunció el 16 de julio de 2021 a través de las redes sociales. A pesar del anuncio de Tae, la licencia de Kantana para Drag Race Thailand expiró debido a la pausa prolongada de la serie. El 17 de octubre de 2023, WOW Presents Plus anunció finalmente la temporada, estrenándose la tan esperada temporada el 16 de octubre de 2024, con 11 reinas para competir por ser la sucesora de Angele Anang y ser la próxima superestrella drag de Tailandia.
La temporada 3 de Drag Race Thailand actualmente también ostenta el récord del período más largo entre temporadas en producción, con un lapso de 5 años entre la temporada 2.

## Progreso temporada 1
| Concursantes    | 1        | 2    | 3    | 4       | 5        | 6        | 7        | 8        | WINS | PPE |
| --------------- | -------- | ---- | ---- | ------- | -------- | -------- | -------- | -------- | ---- | --- |
| Natalia Pliacam | SAFE     | WIN  | SAFE | WIN+BTM | WIN+RWIN | HIGH     | HIGH     | Winner   | 4    | 7.3 |
| Anne Maywong    | WIN+RWIN | HIGH | WIN  | LOW     | BTM      | HIGH     | WIN+RWIN | Finalist | 5    | 7.1 |
| Deris Doll      | SAFE     | SAFE | BTM  | RWIN    | HIGH     | WIN+RWIN | BTM      | Finalist | 3    | 6.0 |
| B Ella          | SAFE     | LOW  | LOW  | HIGH    | HIGH     | WIN+LOW  | ELIM     | Miss C   | 1    | 4.7 |
| JAJA            | SAFE     | SAFE | HIGH | RWIN    | BTM      | ELIM     | Guest    | Guest    | 1    | 4.8 |
| Amadiva         | SAFE     | RWIN | HIGH | BTM     | LOW      | ELIM     | Guest    | Guest    | 1    | 4.5 |
| Petchra         | SAFE     | BTM  | SAFE | HIGH    | ELIM     |          | Guest    | Guest    | 0    | 3.8 |
| Morrigan        | BTM      | SAFE | ELIM |         |          |          | Guest    | Guest    | 0    | 2.0 |
| Bunny Be Fly    | SAFE     | ELIM |      |         |          |          | Guest    | Guest    | 0    | 2.5 |
| Meannie Minaj   | ELIM     |      |      |         |          |          | WIN      | Guest    | 1    | 5.0 |

## Progreso temporada 2
| Concursantes       | 1        | 2        | 3        | 4    | 5    | 6         | 7    | 8        | 9        | 10   | 11   | 12            | 13       | WINS | PPE  |
| ------------------ | -------- | -------- | -------- | ---- | ---- | --------- | ---- | -------- | -------- | ---- | ---- | ------------- | -------- | ---- | ---- |
| Angele Anang       | WIN+HIGH | SAFE     | SAFE     | WIN  | WIN  | WIN+LOW   | WIN  | RWIN     | BTM      | HIGH | BTM  | Guest         | Winner   | 6    | 6.86 |
| Kandy Zyanide      | HIGH     | SAFE     | SAFE     | ELIM |      |           |      | IN       | WIN+RWIN | RWIN | WIN  | Drag Pop Star | Finalist | 4    | 6.85 |
| Kana Warrior       | SAFE     | SAFE     | BTM      | BTM  | ELIM |           |      | IN       | BTM      | WIN  | RWIN | Guest         | Finalist | 2    | 4.1  |
| Bandit             | SAFE     | SAFE     | HIGH     | SAFE | WIN  | SAFE      | HIGH | HIGH     | HIGH     | LOW  | ELIM | Guest         | Guest    | 1    | 5.9  |
| Vanda Miss Joaquim | LOW      | SAFE     | SAFE     | SAFE | WIN  | RWIN      | BTM  | LOW      | HIGH     | BTM  | ELIM | Guest         | Guest    | 2    | 4.6  |
| Srimala            | RWIN     | LOW      | SAFE     | BTM  | SAFE | BTM       | HIGH | BTM      | LOW      | ELIM |      | Guest         | Guest    | 1    | 3.7  |
| Tormai             | HIGH     | HIGH     | LOW      | LOW  | LOW  | LOW       | BTM  | WIN+ELIM |          |      |      | Guest         | Guest    | 1    | 4.2  |
| Genie              | SAFE     | WIN+RWIN | SAFE     | SAFE | WIN  | SAFE      | ELIM |          |          |      |      | Guest         | Guest    | 3    | 5.7  |
| Miss Gimhuay       | HIGH     | LOW      | HIGH     | HIGH | RWIN | HIGH+DISQ |      |          |          |      |      | Guest         | Guest    | 1    | 6.83 |
| Mocha Diva         | SAFE     | BTM      | SAFE     | SAFE | WIN  | WIN+ELIM  |      |          |          |      |      | Guest         | Guest    | 2    | 5.1  |
| Maya B'Haro        | HIGH     | LOW      | WIN+RWIN | SAFE | ELIM |           |      |          |          |      |      | Miss C        | Guest    | 2    | 5.2  |
| Katy Killer        | WIN+LOW  | SAFE     | ELIM     |      |      |           |      |          |          |      |      | Guest         | Guest    | 1    | 3.8  |
| Silver Sonic       | BTM      | ELIM     |          |      |      |           |      |          |          |      |      | Guest         | Guest    | 0    | 0.5  |
| M Stranger Fox     | ELIM     |          |          |      |      |           |      |          |          |      |      |               | Guest    | 0    | 0.0  |

## Progreso temporada 3
| Concursantes      | 1    | 2    | 3    | 4    | 5    | 6    | 7    | 8    | 9    | 10         |
| ----------------- | ---- | ---- | ---- | ---- | ---- | ---- | ---- | ---- | ---- | ---------- |
| Frankie Wonga     | WIN  | SAFE | SAFE | HIGH | SAFE | SAFE | WIN  | HIGH | WIN  | Winner     |
| Zepee             | SAFE | HIGH | WIN  | WIN  | SAFE | HIGH | SAFE | LOW  | BTM  | Runner Up  |
| Gawdland          | SAFE | LOW  | SAFE | SAFE | HIGH | WIN  | LOW  | WIN  | HIGH | Eliminated |
| Spicy Sunshine    | HIGH | BTM  | BTM  | SAFE | WIN  | SAFE | HIGH | BTM  | BTM  | Eliminated |
| Nane Sphera       | SAFE | WIN  | HIGH | LOW  | SAFE | HIGH | BTM  | ELIM |      | Guest      |
| Gigi Ferocious    | SAFE | SAFE | HIGH | SAFE | BTM  | BTM  | ELIM |      |      | Guest      |
| Siam Phusri       | LOW  | SAFE | HIGH | HIGH | LOW  | ELIM |      |      |      | Guest      |
| Benze Diva        | SAFE | HIGH | HIGH | BTM  | ELIM |      |      |      |      | Miss C     |
| Shortgun          | BTM  | SAFE | LOW  | ELIM |      |      |      |      |      | Guest      |
| Kara Might        | HIGH | SAFE | ELIM |      |      |      |      |      |      | Guest      |
| Srirasha Hotsouce | BTM  | ELIM |      |      |      |      |      |      |      | Guest      |